# Bel Ordure
Pour les articles homonymes, voir Ordure.
Pour plus de détails, voir Fiche technique et Distribution.
Bel Ordure est un film policier français réalisé en 1973 par Jean Marbœuf.

## Synopsis
Une chanteuse vit avec son ami prestidigitateur, et se produit dans le milieu du music-hall, avec son pianiste. Le prestidigitateur est aussi un indicateur pour un commissaire de police, ce que jalouse son adjoint inspecteur. L'adjoint, du coup, essaie de convaincre le pianiste de travailler pour lui et de trahir le prestidigitateur, mais le pianiste finit par se suicider. Par vengeance, l'inspecteur se venge sur le prestidigitateur et lui abîme les mains, son outil de travail. Il est diminué, au moment même où la chanteuse semble connaître le succès et où le commissaire est muté. Le prestidigitateur ne voulant pas travailler pour l'inspecteur, il est mis en prison et à sa sortie, meurt en sauvant une fillette d'un accident de voiture.

## Fiche technique
- Réalisateur : Jean Marbœuf
- Scénario : Jean Marbœuf
- Producteur : Bernard Legargeant
- Photographie : Dominique Arrieu et Jean Rozenbaum
- Musique : Jean Beriac, Guy Boulanger
- Son : Alix Comte
- Montage : Anne-France Lebrun
- Société(s) de production : Luso-France, Patricia Films
- Société(s) de distribution : Luso-France
- Format : Eastmancolor - 35 mm - son Mono
- Genre : policier
- Durée : 90 min
- Date de sortie :
  -  France : 4 octobre 1973

## Distribution
- Claude Brasseur : Pierre, l'amant de Marie, prestidigitateur et indic
- Bulle Ogier : Marie, une chanteuse de cabaret, sa compagne
- Jean Rochefort : l'inspecteur de police
- Andréas Voutsinás : Poussin, le pianiste et ami de Marie
- José Artur : le commissaire de police, un homme cauteleux et équivoque
- Fernand Ledoux : le gardien de prison
- Marpessa Dawn : la prostituée
- Pierre Étaix : le clown blanc
- Sady Rebbot

## Commentaire
Il s'agit d'un premier film de Jean Marbœuf, porté malgré tout, par des acteurs connus.  
Bulle Ogier chante quatre chansons, paroles : Jean Marboeuf, musique : Jean Beriac et Guy Boulanger. 
- Génération Spontanée 
- Mon enfant. 
- Ovaire... le jour et la nuit. 
- Adult'air. 
Le film a été sélectionné à la Quinzaine des réalisateurs - Cannes 1973. 
Jean-Louis Bory, dans le Nouvel Observateur, octobre 73 écrit : " De toute évidence, voilà un jeune réalisateur qui a le cinéma au ventre. Et pas froid aux yeux : les vérités, même désagréables, lui paraissent bonnes à dire." 